# Вузлове (зупинний пункт)
Вузлове́ — пасажирська зупинна залізнична платформа Львівської дирекції залізничних перевезень Львівської залізниці.
Розташована поблизу села Вузлове Радехівський район, Львівської області на лінії Львів — Ківерці між станціями Сапіжанка (25 км) та Радехів (7 км).
Станом на квітень 2024 року на платформі зупиняється лише приміський дизель-поїзд № 6051/6052 «Стоянів — Львів — Стоянів».